# شورية روكسبورية
شورية روكسبورية (الاسم العلمي:Shorea roxburghii) هي نوع من النباتات تتبع جنس الشورية من فصيلة مجنحية الثمر.